# Reportažna kola
Reportažna kola su vozila s prilagođenom šasijom u kojem je smještena tehnička oprema s pripadajućim radnim prostorima/pozicijama za operativno osoblje (produkcijsko i tehničko), namijenjeno za terensko snimanje, obradbu i proizvodnju radijskoga ili TV programa za izravno ili naknadno emitiranje i streaming. Reportažna kola (RK) zapravo su režija radija, odnosno televizije u zbitoj formi. Mogu služiti za proizvodnju TV programa praćenjem i pokrivanjem različitih događaja (sportskih, [[koncert<zabavno-glazbenih]], političkih, vjerskih), uz korištenje više kamera, mikrofona, snimača/servera, tonske opreme, grafičke i druge radijske ili TV opreme, gdje je pri realizaciji, ovisno o složenosti produkcijsko-tehničkih zahtjeva, potrebno planirati određeno vrijeme za postavljanje opreme i tehničku probu, zatim za brza, produkcijski manje zahtjevna javljanja (SNG), za proizvodnju radijskoga programa (tonska kola). Po veličini i opremljenosti razlikuju se mala, srednja, velika i vrlo velika RK, a pri realizaciji složenijih produkcijskih projekata više RK često se povezuje u jedan produkcijsko-tehnički sustav. Kod srednjih i velikih televizijskih RK unutarnji je prostor uobičajeno podijeljen na videorežiju, tonsku režiju i prostor tehničke kontrole s kontrolom slike. U manjim RK obično je sve u jednom prostoru, s djelomično akustički odvojenom tonskom režijom. U vrlo velikim RK česti su primjeri dodatnih prostora za videoserver/slow motion operatere ili prostora za podrežiju, odnosno pričuvnu videorežiju i odvojeni prostor za uređaje. Serveri za slow motion i operateri često se smještaju u prilagođena kombi vozila, koja se po potrebi spajaju u sustav RK radi povećanja broja slow motion prikazivanja. Svi prostori moraju biti akustički obrađeni, klimatizacijski pripremljeni za ugodan boravak osoblja i ispravan rad tehničke opreme. Broj osoblja je 5–10 ili više, ovisno o veličini kola. Da bi što duže ostala u funkciji, u većini se jednom do dva puta zamjenjuje tehnička oprema onom novije generacije. Od 1957. do danas na RTZ-u/HRT-u nabavljeno je desetak RK.